# Acción, pensamiento y lenguaje
Acción, pensamiento y lenguaje (1984) es la obra de Jerome Bruner en la que plantea el enorme impacto de los gestos en el desarrollo posterior del lenguaje en el niño. Se concentra en la cultura como proveedora de elementos que el individuo incorpora para su propio desarrollo y su constitución como sujeto. Como el título lo indica, refiere a tres modelos de representaciones: El Enactivo (la acción), el Icónico (el pensamiento) y el Simbólico (el lenguaje).
- Datos: Q5656187